# Бюнсхотен
Бюнсхотен (нід. Bunschoten, pronounced: [ˈbʏnsxoːtə(n)] ( прослухати)) — село і муніципалітет у Нідерландах, у провінції Утрехт.

## Населені пункти муніципалітету
Села
- Бюнсхотен-Спакенбург
- Емдейк

Селища
- Зевенгейзен

## Топографія
Нідерландська топографічна карта муніципалітету Бюнсхотен, червень 2015 року.

## Галерея

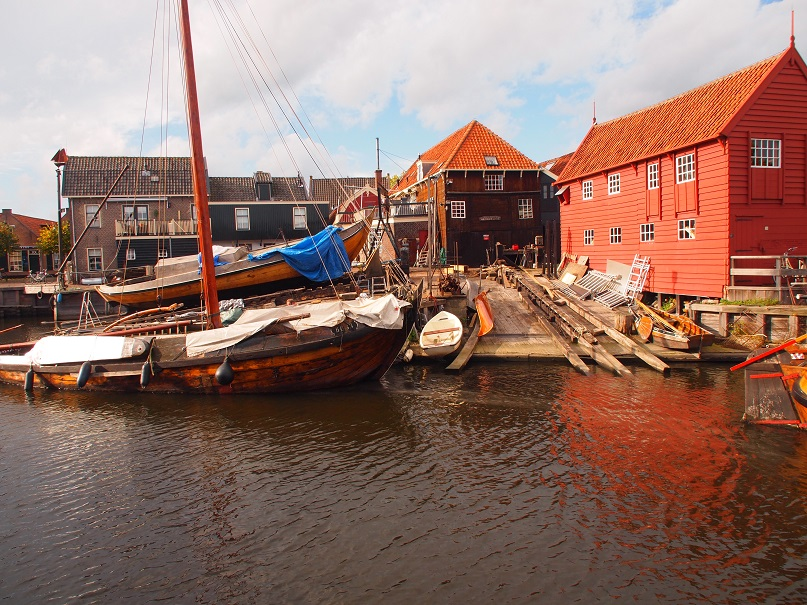
Причал у селі
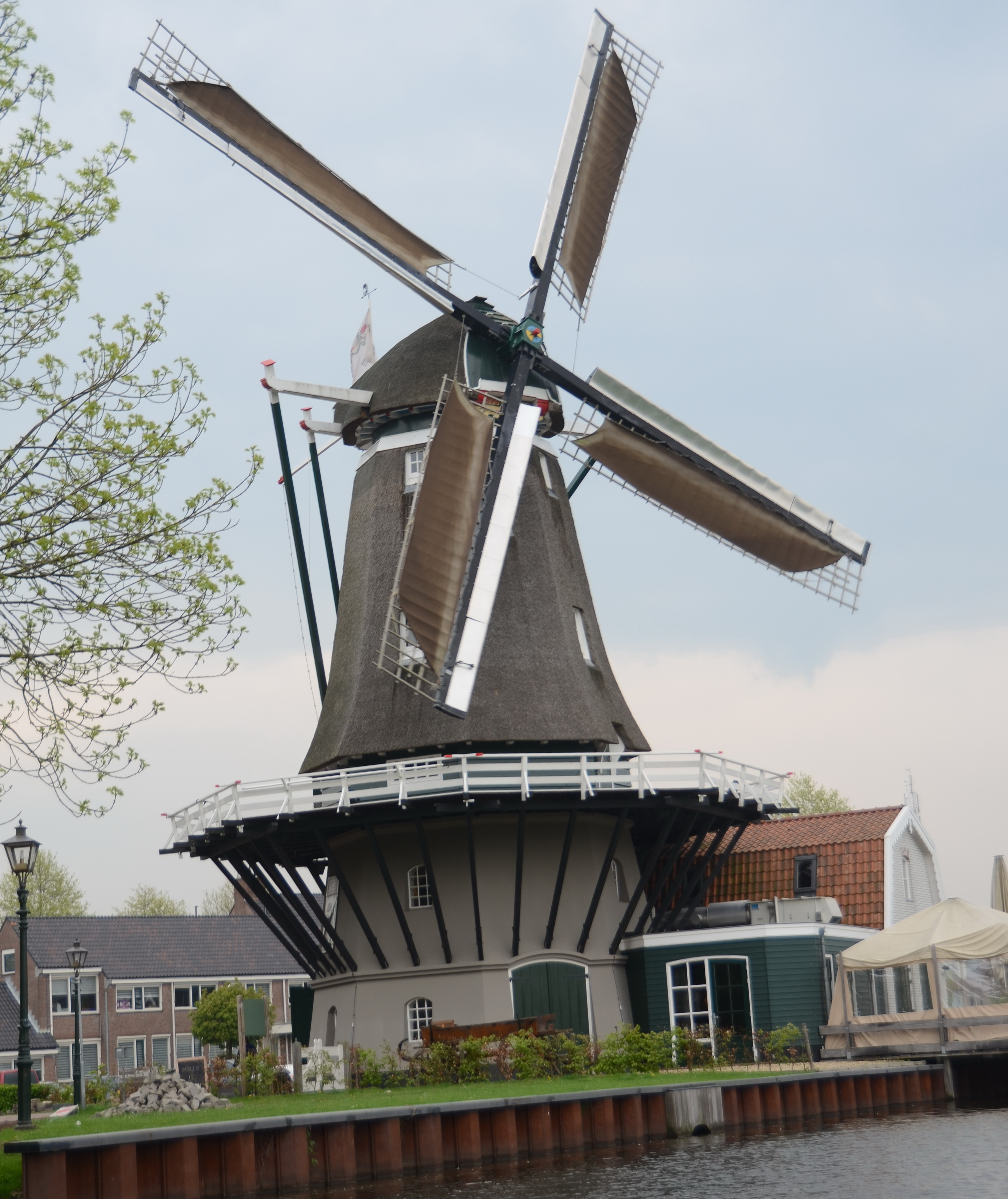
Вітряк у Бюнсхотені
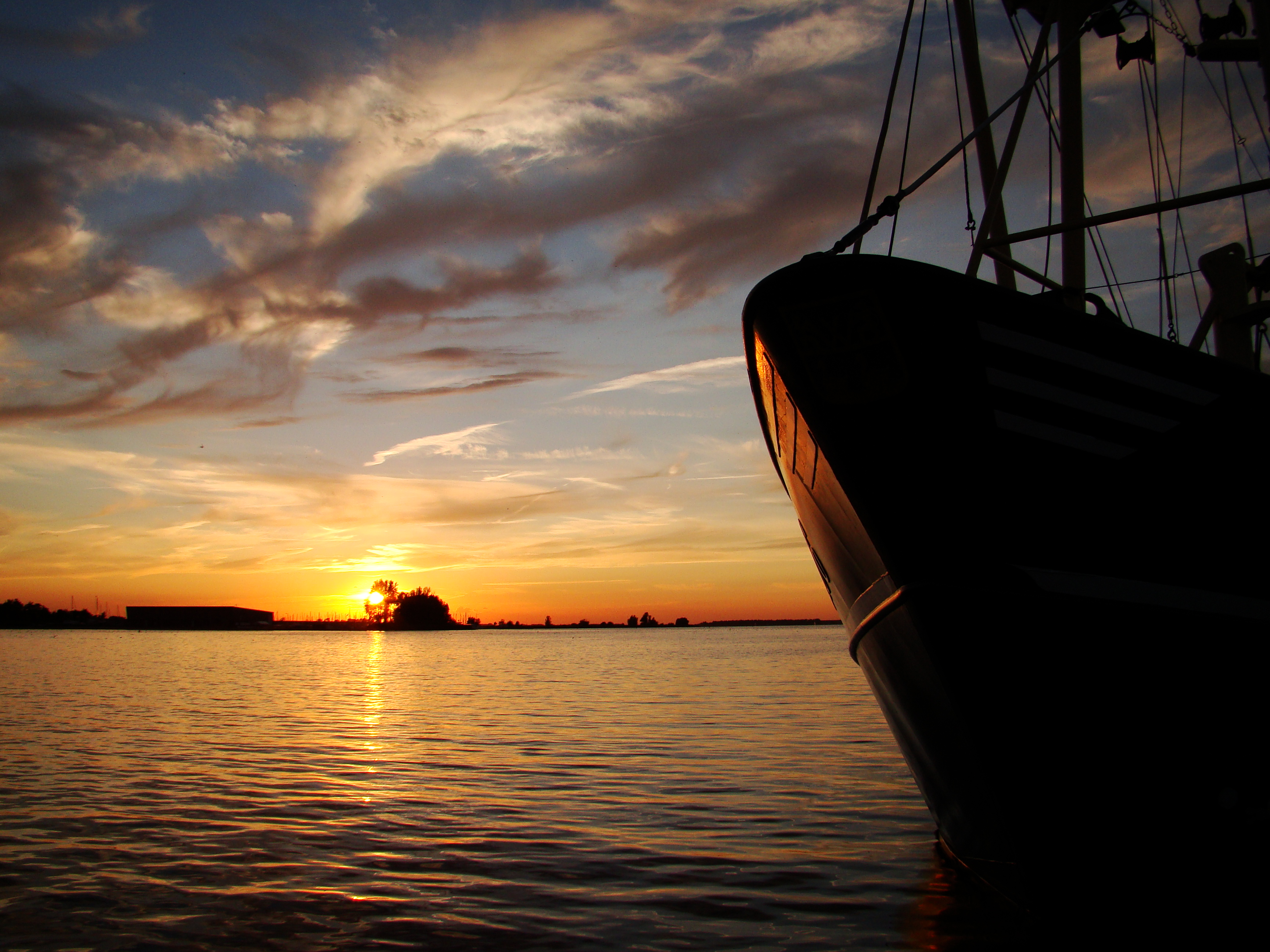
Рибацький човен
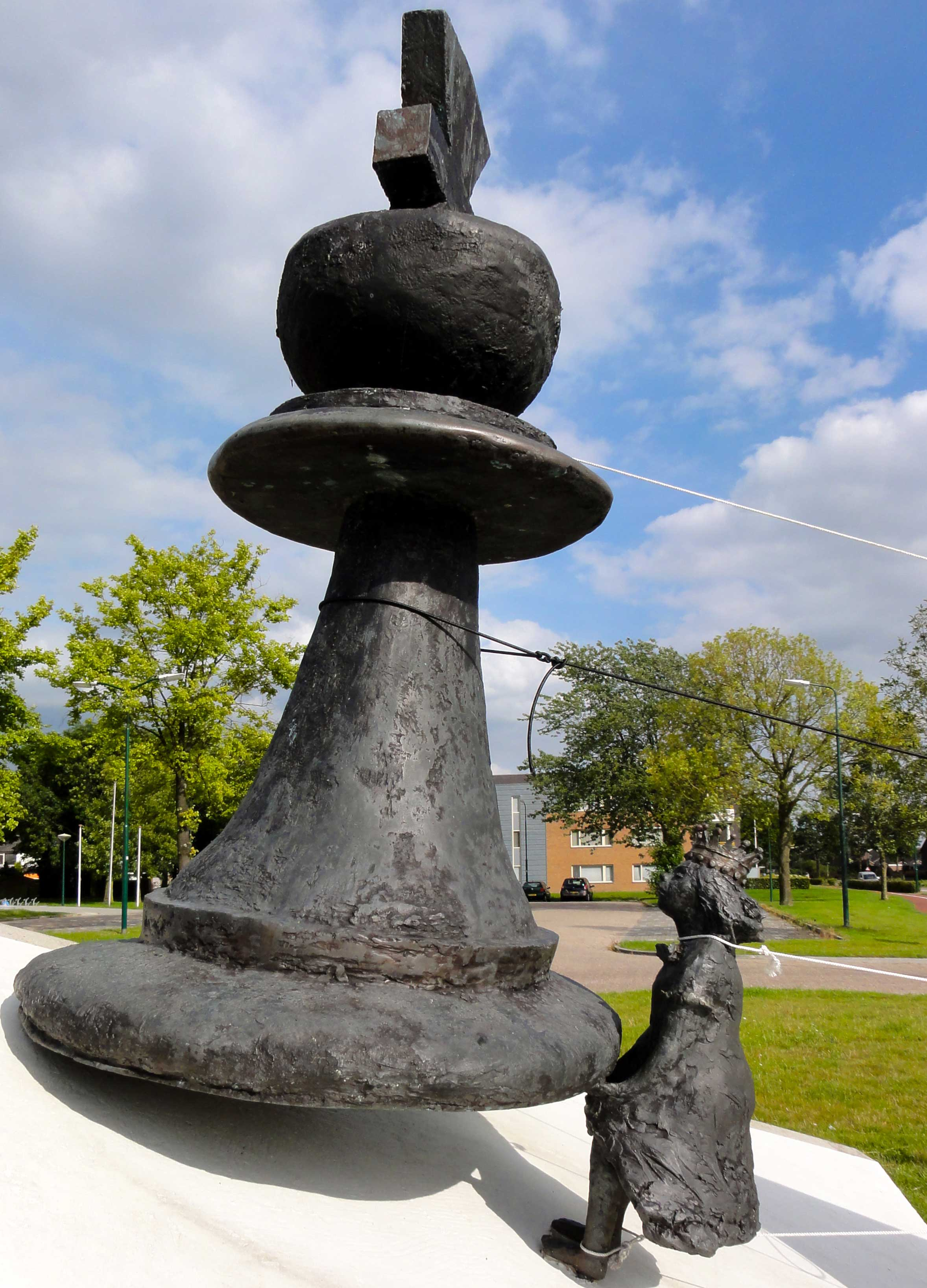
Статуя Аліса і Шахова Королева